# Partito islamico
Un partito islamico è un partito politico che promuove l'islamismo o il fondamentalismo islamico. L'obiettivo di un partito islamico è generalmente l'edificazione di uno Stato islamico con la shari'a come fonte di diritto positivo. Alcuni movimenti, come i Fratelli musulmani, si esplicano in vari Paesi con un loro partito in ognuna di quelle nazioni musulmane.
I partiti islamici possono avere tendenze molto varie: dal progressismo al fondamentalismo più estremo.

## Partiti e movimenti islamici

### Asia
- Afghanistan -
  - Organizzazione Islamica Dawah dell'Afganistan  (Tanzim-e Dahwat-e Islami-ye Afghanistan)
  - Movimento Islamico dell'Afghanistan (Harakat-e Islami-yi Afghanistan)
  - Islamic Party of Afghanistan (Hezb-i-Islami Afghanistan)
  - Società Islamica dell'Afghanistan (Jamiat-e-Islami)
  - Partito Islamico Unito dell'Afghanistan (Hezeb Wahdat Islami Afghanistan)
  - Movimento Islamico Nazionale dell'Afghanistan (Jumbish-i-Milli Islami Afghanistan)
- Azerbaigian
  - Partito Islamico dell'Azerbaijan (Azərbaycan İslam Partiyası)
- Bahrein
  - Al Asalah
  - Società Islamica Al-Menbar
  - Al Wefaq (Jam'iyat al-Wifaq al-Watany al-Islamiyah)
  - Movimento della Libertà del Bahrain
  - Movimento Haq
  - Società Azione Islamica (Jamʿiyyat al-ʿAmal al-Islāmī)
- Bangladesh
  - Assemblea Islamica del Bangladesh (Jamaat-e-Islami Bangladesh)
  - Fronte Islamico del Bangladesh
  - Islamic Unity Front (Islami Oikya Jote)
- Indonesia
  - Partito Stella Crescente (Partai Bulan Bintang)
  - Partito Giustizia Prosperosa (Partai Keadilan Sejahtera)
  - Partito Unità e Sviluppo (Partai Persatuan Pembangunan)
- India
  - Partito Islamico (Jamaat-e-Islami Hind)
- Iran -
  - Fronte della Partecipazione Islamica Iraniana (Jebheye Mosharekate Iran-e Eslaami)
  - Partito Islamico Repubblicano
  - Società Islamica degli Ingegneri (Jame'e-ye Eslaami-e Mohandesin)
- Iraq
  - Partito Islamico Iracheno (Hizb al-Islami al-Airaqi)
  - Organizzazione Azione Islamica
  - Partito Islamico Da'wa (Ḥizb al Daʿwa al-Islāmiyya)
  - Partito Islamico Dawa - Organizzazione Irachena
  - Raggruppamento Islamico Fayli in Iraq
  - Gruppo Islamico Kurdistan (Komele Islami le Kurdistan)
  - Lega Islamica Curda (Yekgırtiya İslamiya Kurdi)
  - Società Islamica Curda
  - Movimento Islamico Laburista in Iraq
  - Consiglio Supremo Islamico of Iraq
  - Unione Islamica dei Turcomanni Iracheni
  - Partito della Virtù Islamica
  - Unione Islamica del Kurdistan (Yekgirtuy Islami Kurdistan)
- Giordania
  - Fronte d'Azione Islamico (Jabhat al-'Amal al-Islam)
- Kazakistan
  - Partito Patriota Nazionale Alash
- Kuwait
  - Movimento Costituzionale Islamico (Al-Haraka Al-Dostooriya Al-Islamiya, Hadas)
- Libano
  - Gruppo Islamico (Jamaa Islamiya)
  - Partito di Dio (ḥizbu-llāh)
- Malaysia
  - Partito Islamico Panmalese (Parti Islam Se-Malaysia)
- Maldive
  - Partito Democratico Islamico
  - Partito della Giustizia (Adhaalath)
- Pakistan
  - Assemblea del Clero Pakistano (Jamiat Ulema-e-Islam)
  - Assemblea dei seguaci degli Hadith (Jamiat Ahle Hadith)
  - Gruppo Islamico  (Jamaat-e-Islami)
  - Tehrik-e-Jafaria Pakistan
- Palestina
  - Movimento Resistenza Islamica (Harakat al-Muqawama al-Islamiyya, Hamas)
- Filippine -
  - Lakas-Kabalikat ng Malayang Pilipino-Christian Muslim Democrats
  - Fronte di Liberazione Islamica del Moro
- Sri Lanka
  - Congresso Musulmano dello Sri Lanka
- Siria
  - Fratellanza Musulmana (al-ikhwān al-muslimūn)
- Tagikistan
  - Partito Rinascimento Islamico del Tajikistan (Naşrijai hizbi nahzati Islomii Toçikiston)
- Turchia -
  - Partito Felicità (Saadet Partisi)
  - Partito della Giustizia e dello Sviluppo (Adalet ve Kalkınma Partisi)
- Yemen -
  - Congregazione Yemenita per la Riforma (at-tajammu al-Yemeni lil-islah)
- Prima Repubblica dell'Est Turchestan (ora Cina)
  - Comitato per la Rivoluzione Nazionale  (disciolto)
  - Partito Giovane Kashgar  (disciolto)

### Africa
- Algeria
  - Movimento Rinascita Islamica (Harakat al-Nahda al-Islamiyya)
  - Movimento della Società per la Pace (Harakat Moudjtamaa As-Silm)
  - Movimento per la Riforma Nazionale
- Egitto -
  - Partito Libertà e Giustizia (Egypt) (Ḥizb Al-Ḥurriya Wal-’Adala)
  - Partito Al-Nour (Partito della Luce)
  - Partito Costruzione e Sviluppo (Hizb El-Benaa Wa El-Tanmia)
  - Partito Islamico
- Libia - 
  - Partito della Giustizia e dello Sviluppo (Hizb Al-Adala Wal-Bina)
  - Partito Patria ( Al-Watan Party)
- Marocco
  - * Partito della Giustizia e dello Sviluppo (Ḥizb al-ʿAdala wal-Tanmiyya)
- Ruanda
  - Partito Democratico Islamico (Parti Démocratique Islamique)
- Somalia
  - Unione delle Corti Islamiche
- Sudan
  - Fronte Nazionale Islamico (al-Jabhah al-Islamiyah al-Qawmiyah)
  - Congresso Nazionale
- Sudafrica
  - Al Jama-ah
- Tunisia
  - Movimento della Rinascita (Ennadha)

### Europa
- Belgio 
  - Lega Araba Europea (Branca Belga) (Moslim Democratische Partij) (disciolto)

- Bosnia ed Erzegovina
  - Partito Azione Democratica
- Finlandia
  - Partito Islamico Finlandese

- Francia
  - Unione dei democratici musulmani francesi
- Paesi Bassi
  - Lega Araba Europea (Branca Olandese) (Arabisch-Europese Liga) (disciolto)
- Regno Unito
  - Partito Islamico di Gran Bretagna (disciolto)